# Acer virgatum
Acer virgatum é uma espécie de árvore do gênero Acer, pertencente à família Aceraceae.